# Kathleen Noone
Kathleen Noone (Hillsdale, 8 de janeiro de 1945) é uma atriz estadunidense. Ela começou sua carreira como cantora e se apresentou em musicais nos palcos da Broadway, antes de fazer sua estréia na televisão na novela As the World Turns (1975-76) da CBS.

## Carreira
De 1977 a 1989, Noone interpretou Ellen Shepherd Dalton em All My Children da ABC. Por este papel, ela ganhou o Daytime Emmy Award de Melhor Atriz Coadjuvante em Série Dramática em 1987. Em 1990, Noone estrelou como a vilã Claudia Whittaker na série Knots Landing (1990-1993) da CBS. De 1990 a 1993 participou como Bette Katzenkazrahi em Sunset Beach da NBC (1997-1999), pelo qual recebeu outra indicação ao Emmy Award. Ela também teve papéis recorrentes em L.A. Law, Party of Five, According to Jim e Dexter..